# Синдром де Тони — Дебре — Фанкони
Синдро́м (болезнь) де То́ни — Дебре́ — Фанко́ни (перви́чный изоли́рованный синдро́м Фанко́ни, глюко́зо-фосфа́т-ами́новый диабе́т) — врождённое заболевание, наследуется по аутосомно-рецессивному типу. Комплекс биохимических и клинических проявлений поражения проксимальных почечных канальцев с нарушением канальцевой реабсорбции фосфата, глюкозы, аминокислот и бикарбоната. Одно из рахитоподобных заболеваний.

## История
Данная тубулопатия была идентифицирована швейцарским педиатром Гвидо Фанкони среди ранее описанных другими исследователями отдельных частей заболевания. В 1931 году он описал у ребёнка с карликовостью и рахитом глюкозурию и альбуминурию, два года спустя де Тони добавил к клинической картине гипофосфатемию, а вскоре Дебре описал аминоацидурию.

## Этиология

Патология 15-хромосомы (15q15.3) наследуется по аутосомно-доминантному типу.

Синдром Фанкони наследуется по аутосомно-рецессивному типу.

Чаще всего синдром является компонентом других наследственных болезней: цистиноз, тирозинемия типа I, галактоземия, болезнь Вильсона, непереносимость фруктозы. Семейные варианты синдрома наследуются аутосомно-рецессивно, аутосомно-доминантно либо сцепленно с X-хромосомой.
Тип наследования — аутосомно-рециссивный, выделена также аутосомно-доминантная форма с локализацией гена на хромосоме 15q15.3. Экспрессивность мутантного гена в гомозиготном состоянии значительно варьирует. Встречаются спорадические случаи, обусловленные свежей мутацией. Считается, что в основе болезни лежат генетически обусловленные дефекты ферментативного фосфорилирования в почечных канальцах (комбинированная тубулопатия), дефицит ферментов 2-го и 3-го комплексов дыхательной цепи — сукцинатдегидрогеназного и цитохромоксидазного. 

## Патогенез
Патологические изменения представляют собой один из вариантов вторичного гиперпаратиреоза. Основное звено патогенеза — митохондриальный ферментный дефект в цикле Кребса, ферментная тубулопатия, характеризующаяся нарушением реабсорбции глюкозы, аминокислот, фосфатов и бикарбонатов в канальцах почек. Потеря аминокислот и бикарбоната способствует развитию метаболического ацидоза, на фоне которого усиливается резорбция костной ткани и снижается реабсорбция калия и кальция в канальцах почек, что приводит к развитию гипокалиемии и гиперкальциурии. Потеря фосфора ведёт к развитию рахита, а у детей старшего возраста и взрослых — к остеомаляции.
Таким образом, митохондриальный ферментный дефект в цикле Кребса ведёт к нарушению процессов энергообеспечения реабсорбции фосфатов, глюкозы и аминокислот в почечных канальцах и повышенной их экскреции с мочой — нарушается кислотно-основное равновесие, а метаболический ацидоз и недостаток фосфатов способствуют разрушению костной ткани по типу рахитоподобных изменений скелета и остеомаляции.

## Клиническая картина
Первые признаки заболевания появляются во втором полугодии жизни — дети вялые, гипотрофичные, аппетит резко снижен, наблюдаются рвота, субфебрилитет, гипотония, жажда, полиурия, дегидратация. Развёрнутый симптомокомплекс формируется ко второму году жизни. Если заболевание манифестирует в 5—6 лет, то первыми признаками являются симптомы остеомаляции, деформация костей и гипокалиемические параличи. Со второго года жизни выявляют отставание физического и интеллектуального развития, происходит генерализованная декальцификация, проявляющаяся костными деформациями ног (вальгусные или варусные), грудной клетки, предплечий и плечевых костей, снижение мышечного тонуса. Рентгенологически выявляют деформации костей, позвоночного столба, переломы, системный остеопороз различной степени выраженности, истончение коркового слоя трубчатых костей, разрыхление зон роста, отставание темпов роста костной ткани от паспортного возраста ребёнка. Кости становятся ломкими.
При лабораторном обследовании выявляют нормо- или гипокальциемию, гипофосфатемию, повышенный уровень щелочной фосфатазы. В результате снижения реабсорбции бикарбонатов в канальцах почек наблюдается гиперхлоремический ацидоз на фоне избытка паратгормона и нормо- или гипокальциемии. В биохимическом анализе мочи обнаруживают аминоацидурию, глюкозурию (при нормальных уровнях гликемии), натрийурию, гипокальцийурию на фоне гиперфосфатурии.
В зависимости от тяжести клинических проявлений и метаболических расстройств выделяют два клинико-биохимических варианта болезни:
1. Первый характеризуется значительной задержкой физического развития, тяжёлым течением заболевания с выраженными костными деформациями и нередко переломами костей, резкой гипокальциемией (1,6—1,8 ммоль/л), снижением абсорбции кальция в кишечнике.
2. При втором варианте отмечают умеренную задержку физического развития, лёгкое течение с незначительными костными деформациями, нормокальциемию и нормальное усвоение кальция в кишечнике.

### Биохимические нарушения
- снижение уровня кальция в крови;
- снижение уровня фосфора в крови;
- повышение уровня щелочной фосфатазы;
- развитие метаболического ацидоза (рН: 7,35...7,25; ВЕ: −10...-12 ммоль/л) за счёт дефекта реабсорбции бикарбонатов в проксимальных канальцах;
- нормальная экскреция кальция с мочой;
- повышение клиренса фосфатов мочи, всасывание фосфатов в кишечнике не страдает;
- развитие глюкозурии (20-30 г/л и выше);
- развитие генерализованной гипераминоацидурии;
- нарушение функций аммониоацидогенеза — снижение титрационной кислотности, повышение рН мочи больше 6,0;
- развитие гипокалиемии.

Исходом заболевания является развитие хронической почечной недостаточности.

## Дифференциальный диагноз
Дифференциальную диагностику синдрома де Тони-Дебре-Фанкони проводят с рахитом и рахитоподобными заболеваниями у детей. Также дифференцируют со вторичным синдромом, развивающимся на фоне других наследственных и приобретённых заболеваниях:
- синдроме Лоу,
- ювенильном нефронофтизе,
- цистинозе,
- тирозинемии,
- галактоземии,
- гликогенозах,
- наследственной непереносимости фруктозы,
- Rod-cone дистрофии,
- гепатобилиарной дистрофии,
- миеломной болезни,
- амилоидозе,
- синдроме Шегрена,
- нефротическом синдроме,
- почечной трансплантации,
- гиперпаратиреозе, поражении почек солями тяжёлых металлов,
- отравлении лекарственными веществами, в том числе витамином D, лизолом и т. д.).

## Лечение
Основные принципы — коррекция электролитных нарушений, сдвигов в кислотно-щелочном равновесии, устранение дефицита калия и бикарбонатов. Увеличивают потребление фосфора с пищей, ограничивают потребление продуктов, включающих серосодержащие аминокислоты, назначают большие дозы витамина D. Для лечения цистиноза с целью подавления накопления цистина в тканях и проксимальных почечных канальцах применяют меркаптамин. Назначают препараты кальция и витамина D, при хронической почечной недостаточности проводится гемодиализ.